# ميكي روزنتال

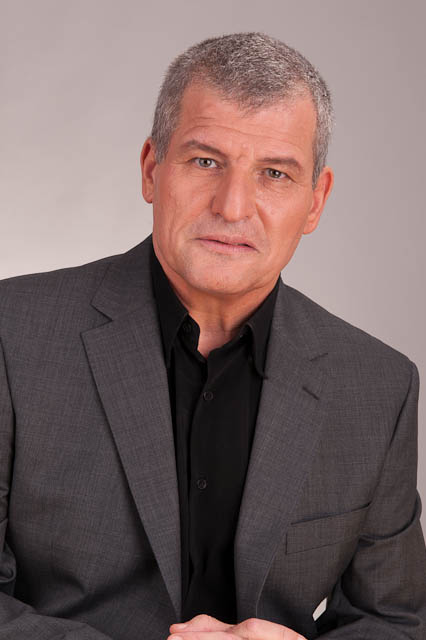
ميكي روزنتال.

موشيه مايكل «ميكي» روزنتال (بالعبرية: משה מיכאל "מיקי" רוזנטל، من مواليد 4 فبراير 1955) صحفي تحقيقات وسياسي إسرائيلي.

## روابط خارجية
- ميكي روزنتال على موقع IMDb (الإنجليزية)